# Aéroport international de Gary/Chicago
L'aéroport international de Gary/Chicago (code IATA : GYY • code OACI : KGYY • code FAA : GYY) est un aéroport public situé au nord-ouest du centre-ville de Gary, une commune du comté de Lake, dans l'Indiana aux États-Unis, à une dizaine de kilomètres de la ville de Chicago. Il est l'un des quatre aéroports internationaux de l'agglomération de Chicago après les aéroports O'Hare, Midway et Rockford et dessert la partie sud-est de l'agglomération de Chicago.
Il est géré par l'autorité aéroportuaire de Gary/Chicago, la base sur laquelle a été signée le contrat de l'aéroport en 1995. L'aéroport international de Gary/Chicago a été un hub pour des lignes aériennes saisonnières de SkyValue de décembre 2006 à avril 2007.

## Pistes
L’aéroport est équipé de deux pistes sécantes. La piste principale fait l'objet d'une extension de  1900ft pour inclure une zone de sécurité suivant les recommandations de la FAA .

## Situation
| Evansville Fort Wayne Gary/ · Chicago Indianapolis South · Bend |

## Présentation
L'aéroport Gary/Chicago se situe à une dizaine de kilomètres de Chicago et à 40 kilomètres au sud-est de Downtown Chicago. Gary/Chicago est le « troisième aéroport » de l'aire urbaine de Chicago, après l'aéroport O'Hare et l'aéroport Midway. L'aéroport de Gary/Chicago a été conçu avec modernisme. Les entreprises sont nombreuses, y compris Boeing, Menards and White Lodging Services qui basent leurs avions de corporation ici. Une installation de garde nationale est également en construction.

## Transports
Pour se rendre à l'aéroport international de Gary/Chicago, il y a la Chicago Skyway, qui est une autoroute de la ville de Chicago qui se raccorde avec d'autres autoroutes voisines comme l'Interstate 90, I-80, I-94, I-65. Par le train, il y a le Metra qui est un réseau de chemin de fer de train de banlieue qui dessert l'aéroport.